# Неопатримониализм
Неопатримониали́зм (лат. patrimonium — вотчина, отчина) — термин, характеризующий особый тип организации власти и властных отношений, в котором объединены элементы традиционных патримониальных государств с современными практиками.
Возникновение неопатримониализма, по мнению Ш. Эйзенштадта, обусловлено тем, что становление политических институтов современного государства во многих развивающихся обществах Азии, Африки и Латинской Америки происходит в рамках специфического режимного «синтеза» традиционного и современного. Становление неопатримониального режима является следствием неудачной или фрагментарной модернизации.

## Основные принципы
Выделяют три основных принципа функционирования неопатримониальных систем:
1. политический центр отделён и независим от периферии, он концентрирует политические, экономические и символические ресурсы власти, одновременно закрывая доступ всем остальным группам и слоям общества к этим ресурсам и позициям контроля за ними;
2. государство управляется как частное владение (патримониум) правящих групп — носителей государственной власти, которые приватизируют различные общественные функции и институты, делая их источником собственных частных доходов;
3. этнические, клановые, региональные и семейно-родственные связи не исчезают, а воспроизводятся в современных политических и экономических отношениях, определяя способы и принципы их функционирования.

## Теории
Теории неопатримониализма возникают в западной политической науке как ответ на провал классических теорий модернизации. Этот класс исследований можно отнести к т. н. «демократиям с переменными».
В отечественной политической науке данная проблематика разрабатывается лишь немногими исследователями и, несмотря на значительный эвристический потенциал, выпадает из фокуса внимания большинства специалистов. Причины такого маргинального положения теории можно искать в различных факторах, в частности:
- родовые травмы отечественной политологии, которые вырождают её в «научный либерализм»;
- оторванность от мейнстрима западной политической науки;
- выдающиеся работы классиков, таких как Макс Вебер, остаются непереведёнными на русский язык.